# Diplomàcia multilateral
La diplomàcia multilateral és una expressió de la diplomàcia referida, per contraposició a la diplomàcia bilateral, a les relacions entre més de dos o tres estats per tractar sobre qüestions supranacionals.
Pot ésser de caràcter permanent o temporal; la primera és la forma d'activitat diplomàtica realitzada mitjançant les organitzacions internacionals, mentre que la segona es du a terme a través de conferències internacionals. Es regeix per un paradigma concret de la teoria sobre relacions internacionals.